# Metalab

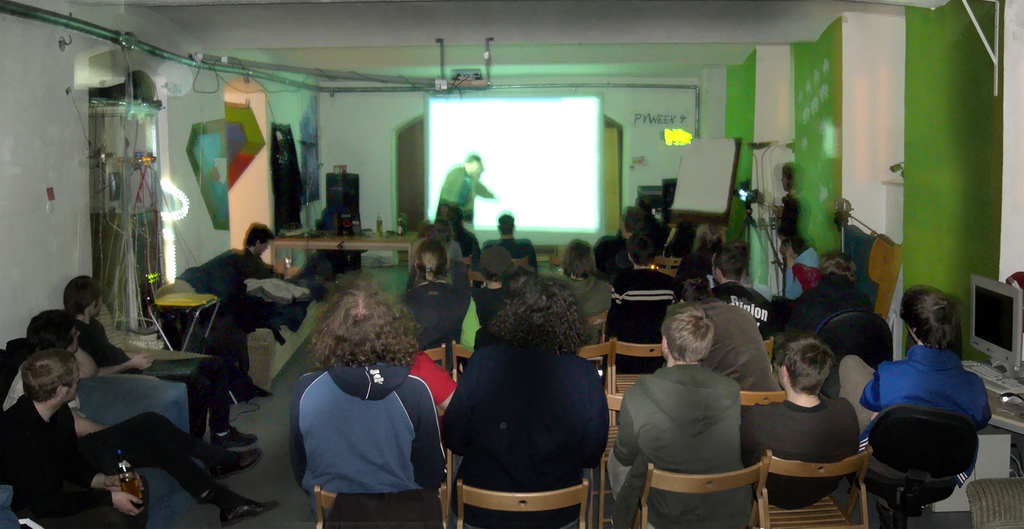
Palestra de abertura no salão principal do Metalab

Metalab é um hackerspace no primeiro distrito central de Viena. Fundado em 2006, o local realiza eventos festivos culturais relacionados a tecnologia, além de encontros e debates sobre o desenvolvimento de ferramentas eletrônicas e computacionais, geralmente em formato livre. O grupo tem desempenhado um papel catalisador no movimento global de hackerspace e servido de incubadora para a criação de algumas companhias online pioneiras.